# Tanaostigmodes howardii
Tanaostigmodes howardii is een vliesvleugelig insect uit de familie Tanaostigmatidae. De wetenschappelijke naam is voor het eerst geldig gepubliceerd in 1896 door Ashmead. Dit is de typesoort van het geslacht Tanaostigmodes.